# هشام الجودر
هشام الجودر (ولد في 9 يوليو 1972) مهندس وسياسي ودبلوماسي بحريني. سفير مملكة البحرين لدى جمهورية مصر العربية سابقا.

## النشأة والتعليم
ولد الجودر في 9 يوليو 1972.
حصل على دبلوم مشارك في الهندسة الميكانيكية في عام 1994 ثم شهادة البكالوريوس في الهندسة الميكانيكية في عام 1997 ثم دبلوما في الإدارة العليا في عام 2002 من جامعة البحرين.

## المسيرة السياسية والدبلوماسية
عمل مهندس في وزارة الكهرباء من 1996 إلى 1997. ثم عمل رئيس قسم المشاريع في ديوان الخدمة المدنية من 1997 إلى 2002. تم تعيينه مدير إدارة شئون الشباب في المؤسسة العامة للشباب والرياضة من 2002 إلى 2010. يتولى رئاسة جمعية بيوت الشباب من 2009 وحتى الآن. تم تعيينه رئيس المؤسسة العامة للشباب والرياضة برتبة وكيل وزارة في من 2010 إلى 2015. تم تعيينه وزير للشباب والرياضة من 2015 إلى 2018.
ساهم في وضع الاستراتيجية الشبابية لدول مجلس التعاون الخليجي. ترأس الكثير من اللجان والمؤتمرات والبطولات الشبابية والرياضية. ترأس وفود مملكة البحرين في الكثير من المؤتمرات والملتقيات الشبابية في الكثير من الدول العربية والأجنبية. شارك ضمن وفود مملكة البحرين في اجتماعات وزراء الشباب والرياضة بدول مجلس التعاون والدول العربية. قدم الكثير من أوراق العمل المتخصصة في مجال القيادة والشباب داخل البحرين وخارجها.
في 30 سبتمبر 2019 تم تعيين الجودر سفير في الديوان العام لوزارة الخارجية. في 18 نوفمبر 2019 تم تعيين الجودر سفيرا فوق العادة مفوض لمملكة البحرين لدى جمهورية مصر العربية. وكانت أبرز تصريحاته في 16 سبتمبر 2020 أن توقيع بلاده اتفاقيات إبراهيم هو دليل للعالم أجمع على الالتزام بالسلام كخيار إستراتيجي تنطلق من خلاله أطر المبادرات لتعزيز التعاون الدولي والاستقرار والسلام والازدهار بمنطقة الشرق الأوسط. كذلك في 13 أبريل 2021 قال إن بلاده تدعم جميع الجهود المبذولة والمواقف والقرارات التي تتخذها جمهورية مصر العربية الشقيقة لحل أزمة ملء وتشغيل سد النهضة.
كذلمك تم تعيين الجودر المندوب الدائم لمملكة البيحرين لدى جامعة الدول العربية.

### العضويات
- عضو اللجنة العليا لرعاية شئون المعاقين (2008 وحتى الآن).
- عضو اللجنة التنفيذية لمكافحة المخدرات (2007 - 2008).
- عضو اللجنة الوطنية للتربية والثقافة والعلوم (2009 وحتى الآن).
- عضو اللجنة الشبابية بالأمانة العامة لدول مجلس التعاون الخليجي (2003 وحتى الآن).
- عضو اللجنة الشبابية المعاونة لمجلس وزراء الشباب والرياضة العرب (2003 وحتى الآن).
- عضو الاتحاد العربي لجمعيات بيوت الشباب (2009 وحتى الآن).
- عضو الاتحاد الدولي لجمعيات بيوت الشباب (2009 وحتى الآن).
- عضو مؤسسة منتور العربية للوقاية من المخدرات 2009.
- عضو مجلس أمناء جائزة يوسف بن أحمد كانو.